# Astronia gracilis
Astronia gracilis är en tvåhjärtbladig växtart som beskrevs av Reinier Cornelis Bakhuizen van den Brink. Astronia gracilis ingår i släktet Astronia och familjen Melastomataceae. Inga underarter finns listade i Catalogue of Life.